# Carlos Alberto Rodrigues Gavião
Carlos Alberto Rodrigues Gavião (født 2. februar 1980) er en tidligere brasiliansk fodboldspiller.
Han har spillet for flere forskellige klubber i sin karriere, herunder Júbilo Iwata.